# Álvaro de Figueroa y Torres
Álvaro de Figueroa y Torres, känd under sin adliga titel ”Greve av Romanones” (eller helt enkelt "Romanones"), född 9 augusti 1863 i Madrid, död 11 september 1950 i Madrid, var en spansk politiker, affärsman och markägare.
Figueroa var ledare för Partido Liberal, under hela sin politiska karriär var han senator för provinsen Toledo, senatens president, president för deputeradekongressen, flera gånger minister och tre gånger president för ministerrådet under Alfonso XIII. Han betraktades på sin tid som en av de största markägarna i Spanien, var nära knuten till franskt kapital och aktieägare i viktiga spanska företag på den tiden, såsom Peñarroya, Minas del Rif, järnvägar, etc. Han bar den adliga titeln I Greve av Romanones.